# Hạ Long-öböl
A Hạ Long-öböl (vietnámi nyelven: Vịnh Hạ Long) egy 1 500 km² nagyságú terület a Vietnámi-öbölben (Tonkini-öböl), Vietnám északi részén. Hivatalos adatok szerint 1969 mészkőszikla emelkedik ki a vízből, amelyek többsége lakatlan sziget vagy szirt, nagy része több száz méter magas. A mészkősík, amin az öböl található, süllyed. 1994-ben az UNESCO természeti világörökségi helyszíneinek listájára került.
A Vịnh Hạ Long név jelentése: „az alámerülő sárkány öble”. A legenda szerint az öböl a tengerhez közeli hegyekben élő sárkány közreműködésével jött létre. Amikor a sárkány a parthoz szaladt, farkával mély barázdákat húzott a földbe, amit – miután a sárkány a vízbe merült - elárasztott a tenger.
Az árapály váltakozása, az időjárás, a szél és a víz üregeket és barlangokat alakított ki a kőzetben, amelyeknek egy része csak apálykor látogatható. Közülük sokat növényzet borít, a nagyobbakon sűrű dzsungel található. Egyes barlangokban és üregekben különös alakú álló- és függő cseppkövek vannak.
A legnagyobb, 354 km² alapterületű Cát Bà szigeten kb. 12 000 szigetlakó lakik, akik főként halászatból, osztrigatenyésztésből és a növekvő turizmusból élnek. Legmagasabb pontja 330 méter. Az 1970-es és 1980-as években kiinduló pontja volt számos menekülőnek (Boat People).
A franciák és az amerikaiak elleni háborúban néhány szigetet és barlangot utánpótlásraktárrá építettek ki, illetve menekültek és betegek számára alakítottak ki táborhelyeket: Cát Bà egyik barlangjában 300 férőhelyes kórház működött. Sólyom András itt forgatta a Szegény Dzsoni és Árnika zárójelenetét is.

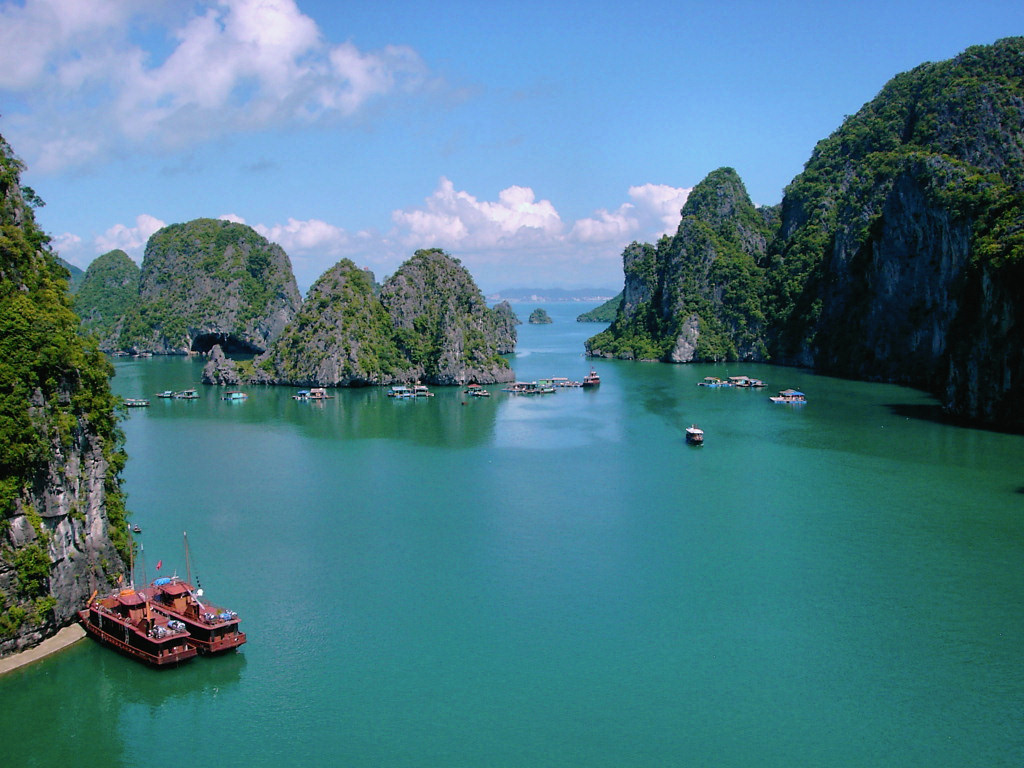
Hạ Long-öböl
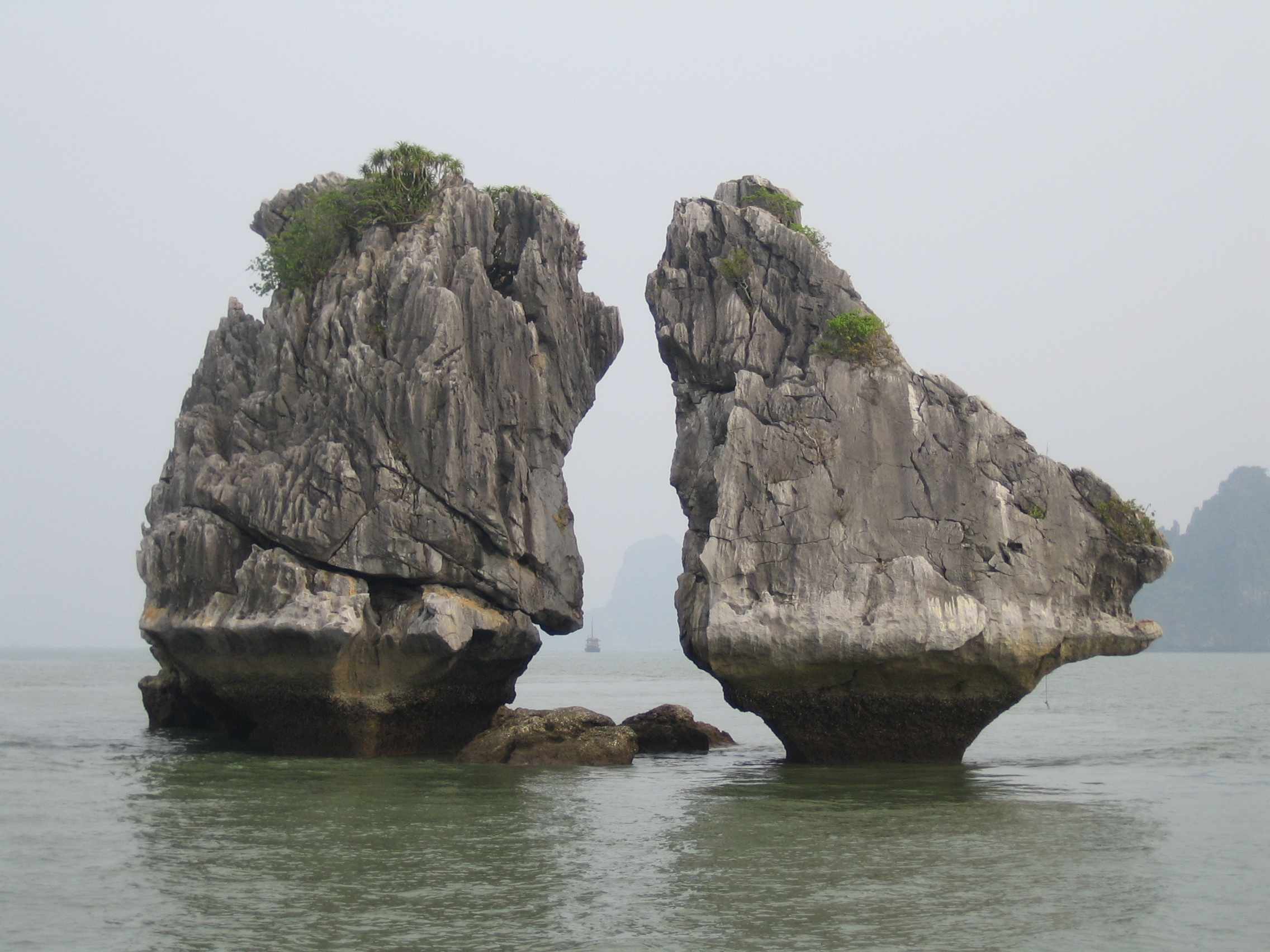
A „csókolózó sziklák”
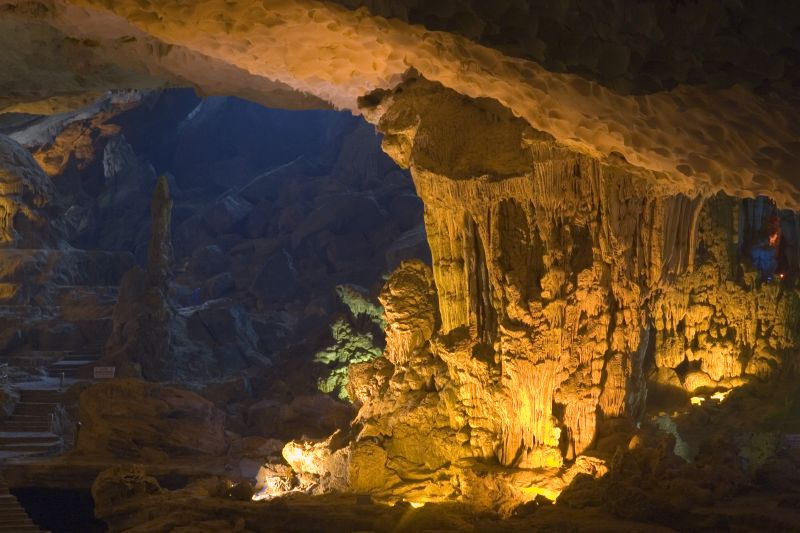
Cseppkőbarlang a Hạ Long-öbölben (Hang Sửng Sốt)
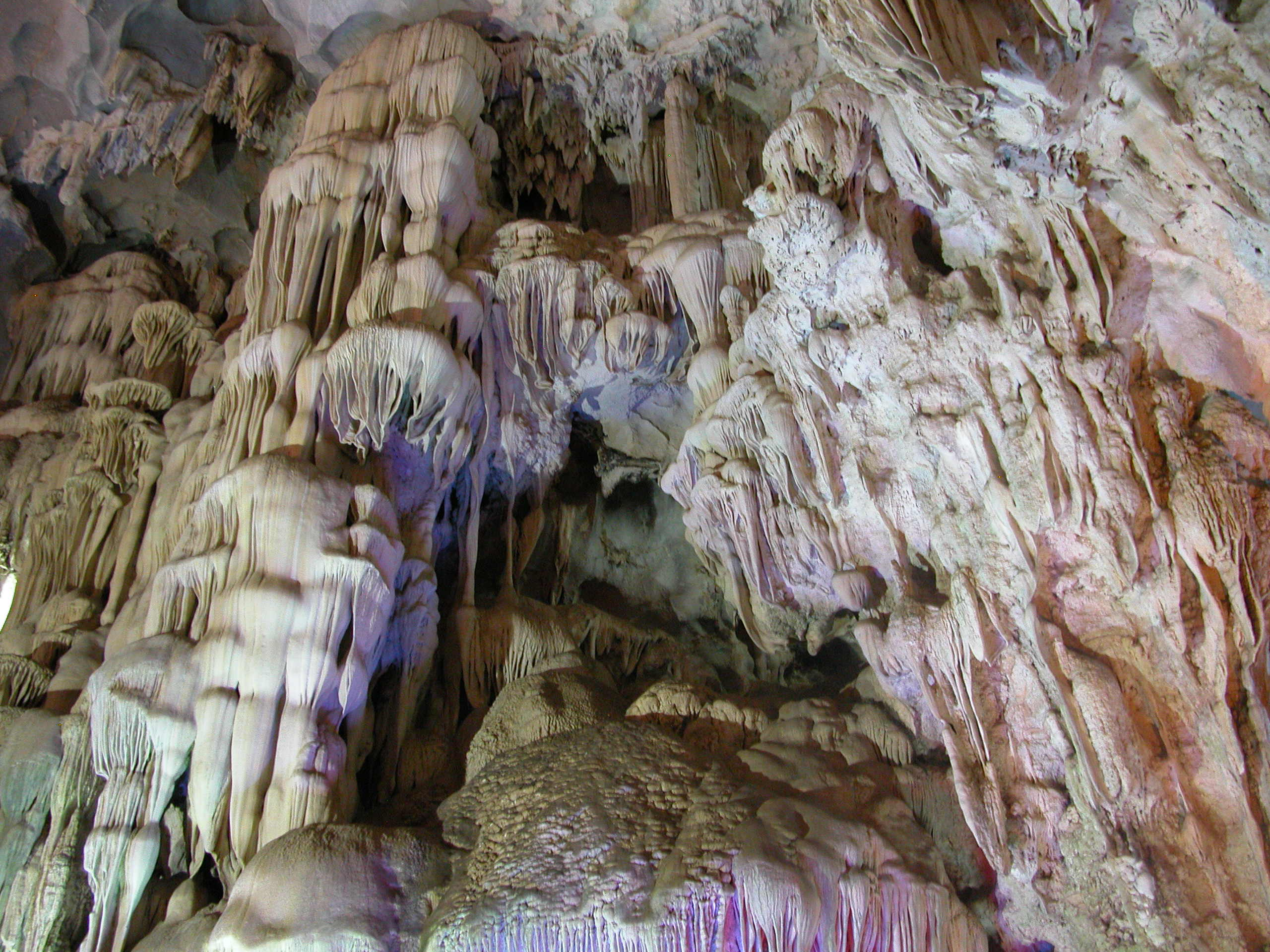
Cseppkőbarlang a Hạ Long-öbölben

## Fordítás
Ez a szócikk részben vagy egészben a Vịnh Hạ Long című német Wikipédia-szócikk fordításán alapul.  Az eredeti cikk szerkesztőit annak laptörténete sorolja fel. Ez a jelzés csupán a megfogalmazás eredetét és a szerzői jogokat jelzi, nem szolgál a cikkben szereplő információk forrásmegjelöléseként.